# Pseudodipsas iole
Pseudodipsas iole är en fjärilsart som beskrevs av Waterhouse och Charles Lyell 1914. Pseudodipsas iole ingår i släktet Pseudodipsas och familjen juvelvingar. Inga underarter finns listade i Catalogue of Life.